# Ancistrocrania
Ancistrocrania is een geslacht van uitgestorven brachiopoden, dat leefde tijdens het Vroeg-Paleoceen.

## Beschrijving
Deze een centimeter lange brachiopode kenmerkt zich door de bijna cirkelronde schelp met een rechte achterrand en een sculptuur, die bestaat uit concentrische groeistrepen en blaarvormige knobbeltjes, die mogelijk als camouflage dienden. Beide kleppen hebben een verdikte buitenrand met enkele grote ronde en nog enkele kleinere spierafdrukken. De steelklep weerspiegelt de vorm van de onderlaag. Dit geslacht bezit geen pedunculus, dus werd de steelklep op een hard substraat in de oceaan gecementeerd.